# Pycard
Pycard, noto anche come Picard e Picart, (fl. XIV-XV secolo), è stato un compositore inglese, o forse francese, attivo fra la fine del XIV e l'inizio del XV secolo.

## Biografia
Fu alla corte di Giovanni Plantageneto, I duca di Lancaster nell'ultimo decennio del XIV secolo sotto il nome di Jehan Pycard alias Vaux. Egli è uno dei più prolifici compositori presenti nell'Old Hall Manuscript (British Library: Additional 57950), con nove composizioni a lui attribuite. La sua musica è scritta nello stile dell'ars nova ed è inusuale per il suo virtuosismo.